# Maria Rentmeister
Maria Rentmeister, née le 27 janvier 1905 et morte le 10 mai 1996 à Berlin, est une femme politique allemande puis est-allemande.
Résistante au nazisme, elle passe une grande partie du Troisième Reich en exil ou en détention. En 1945, elle déménage dans ce qui va devenir la zone d'occupation soviétique et, après octobre 1949, l'Allemagne de l'Est. Elle y devient la première secrétaire générale de la Ligue démocratique des femmes d'Allemagne (DFD), l'organisation organisation féminine de masse de la RDA,. 

## Biographie

### Enfance
Maria Rentmeister est née à Sterkrade, un quartier d'Oberhausen dans la région fortement industrialisée de la Ruhr en Allemagne. Elle est l'aînée d'une fratrie de six enfants, dont le père travaille comme tailleur. Sa mère, Katharina Rentmeister (1881-1952), dite « Kathy la Rouge » (« die rote Käthe »), l'influence beaucoup politiquement. Cette dernière défend des idées pacifistes dès le début de la Première Guerre mondiale. Elle étudie ainsi des rapports boursiers et l'état financier des grandes entreprises industrielles de la région de la Ruhr : « Ainsi, vous savez ce pour quoi vous vous battez vraiment : la "Patrie" est un Krupp [un conglomérat d'armements réputé très rentable] ». En outre, Käthe Rentmeister est membre du Parti social-démocrate, puis rejoint en 1929 le Parti communiste. 
Marie et toute sa fratrie grandissent ainsi dans une atmosphère où la conscience politique est très forte. Le frère cadet de Maria, Hans, laisse également une empreinte significative dans l'histoire en tant que militant anti-nazi.

### Militantisme politique
Après avoir terminé ses études secondaires, Maria Rentmeister suit une formation commerciale. Elle rejoint les Jeunes socialistes (Sozialistische Arbeiter-Jugend / SAJ) en 1927. En 1929, elle émigre aux États-Unis où elle aurait travaillé trois ans comme ouvrière. D'autres sources évoquent plutôt un emploi de secrétaire. En 1930 ou en 1932 (les sources divergent), elle rejoint le Parti communiste, Fin 1932, elle dirige la section féminine de l'équipe dirigeante du parti (Unterbezirksleitung) pour la commune d'Oberhausen. Elle est aussi conseillère municipale communiste de la ville. 

### Troisième Reich
Les nazis prennent le pouvoir en janvier 1933 et ne tardent pas à transformer le pays en une dictature à parti unique. Les mouvements politiques adverses sont progressivement interdits après l'incendie du Reichstag. La poursuite de l'activité militante des communistes est donc considérée comme un acte de défiance de la part des autorités. Maria Rentmeister continue néanmoins de soutenir illégalement le Parti communiste, même si, pour des raisons historiques et politiques, la Sarre n'est entièrement contrôlée par les Allemands qu'en 1935 et que ce qu'il s'y passe diffère du reste de l'Allemagne. Dans cette région, elle se forge ainsi une réputation auprès de certains camarades, occupant des rôles administratif et de formation. En 1935, les dirigeants du Parti communiste sont arrêtés ou en exil. Deux villes en particulier deviennent rapidement le siège de facto du parti : Paris et Moscou. C'est dans la capitale française que Maria Rentmeister s'enfuit à l'automne 1934. Elle y travaille en 1934-1935 pour le « Comité mondial contre la guerre et le fascisme » (Weltkomitee gegen Krieg und Faschismus),. Elle assume ainsi la responsabilité administrative du journal Weltfront du Comité mondial, qui est publié sous la direction d'Albert Norden, qui sera plusieurs années plus tard, un journaliste influent de République démocratique allemande. C'est par l'intermédiaire de Norden que Maria Rentmeister s'implique dans le Weltfrauenkomitee du parti (le Comité mondial des femmes contre la guerre et le fascisme, présidé par Gabrielle Duchêne), pour lequel elle travaille également. 

### Wilhelm Beuttel
Important militant communiste allemand, Wilhelm Beuttel fuit à Paris à l'automne 1935. Il assume la responsabilité de l'éducation politique au sein de la direction du parti en exil. Maria Rentmeister et Wilhelm Beuttel travaillent ensemble et entament une liaison. Une source affirme qu'ils se marient mais d'autres estiment qu'ils n'avaient toujours pas pris cette décision quand, en juillet 1944, Beuttel est exécuté à Cologne. 

### Militantisme communiste en exil
En 1936, Maria Rentmeister est transférée de Paris aux Pays-Bas, où son travail auprès du parti s'axe sur « l'éducation » politique. Au même moment, elle s'investit avec d'autres militants sur la gestion du parti pour l'Europe occidentale (KPD-Abschnittsleitung West) à travers le journal Westdeutsche Kampfblätter, édité clandestinement et diffusé en Allemagne nazie,. Elle travaille aussi à Amsterdam avec le Secours rouge international. 
En 1937, le parti l'envoie en Suisse où elle travaille pour sa « division méridionale » (KPD-Abschnittsleitung Süd). Comme auparavant, son travail implique « l'éducation politique ». Une source indique qu'elle aurait collaboré avec des militants exilés du SPD, même si cette affirmation contredit les injonctions de l'époque du Parti communiste de l'Union soviétique. En même temps qu'elle, Wilhelm Beuttel passe clandestinement d'Amsterdam à Zurich. Fin 1937, il est renvoyé à Amsterdam. Début 1938 ou même avant, Maria Rentmeister est également renvoyée à Amsterdam par le parti. De cette ville, elle assume désormais la responsabilité de la coordination de la « résistance des femmes communistes » (kommunistischen Frauenwiderstand) pour Allemagne de l'Ouest. 

### Emprisonnement
Les Pays-Bas ayant sauvegardé leur neutralité lors de la Première Guerre mondiale, tout porte à croire que cela sera de même pour la Seconde, au vu des déclarations du chancelier Hitler en novembre 1939. Cependant, la Wehrmacht envahit les Pays-Bas le 10 mai 1940 et prend très rapidement le contrôle du pays. Maria Rentmeister est arrêtée par la Gestapo peu après. En 1941, l'Oberlandesgericht (cour de justice) de Hamm la condamne pour « haute trahison ». Elle reste emprisonnée jusqu'en 1945 à la prison d'Anrath, à la périphérie de Krefeld. 

### Après-guerre
La guerre prend officiellement fin en mai 1945 et elle est libérée. Sa région d'origine est maintenant sous administration militaire britannique. Maria Rentmeister, ainsi que la plupart de ses proches, s'installent dans la partie centrale de l'Allemagne, qui est alors sous occupation soviétique, zone qui devient en octobre 1949 la République démocratique allemande, inféodée à l'URSS. L'adhésion au Parti communiste étant de nouveau autorisée, elle prend l'initiative de rétablir une section du parti à Dessau, où les travaux de reconstruction de la ville détruite pendant la guerre commencent, entre mai et juillet 1945. Elle s'installe finalement à Berlin, où elle travaille pendant l'été 1945 dans le domaine culturel. De 1945 à sa dissolution en novembre 1947, elle est également présidente du Comité des femmes du parti berlinois. En avril 1946, Maria Rentmeister, comme la plupart des communistes allemands, adhère à un nouveau mouvement, le Parti socialiste unifié (Sozialistische Einheitspartei Deutschlands / ETD), qui deviendra dans les années suivantes, le parti unique est-allemand.

### Allemagne de l'Est

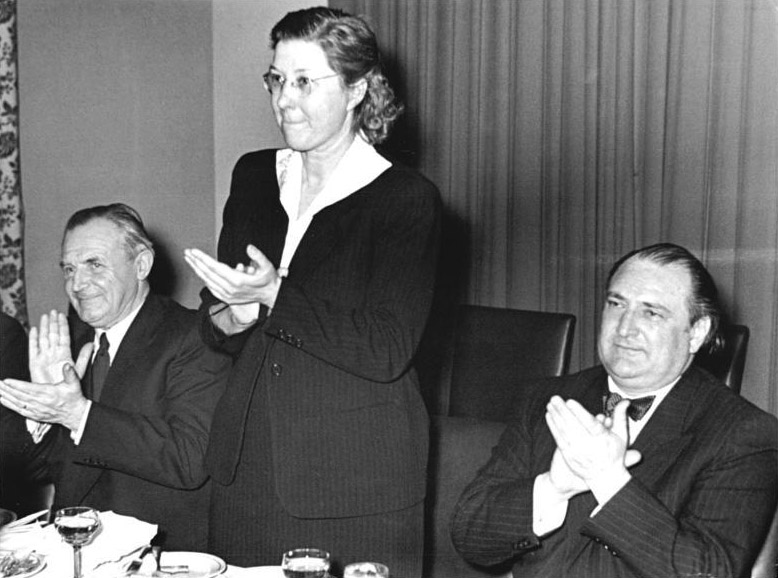
Maria Rentmeister avec Franz Konwitschny et Hans Finow en 1954.

Entre 1946 et 1950, elle est membre de l'exécutif du SED, organe généralement considéré comme le précurseur du puissant comité central du parti, qui naît officiellement en juillet 1950. Entre 1946 et 1948, Maria Rentmeister est également conseillère municipale de Berlin-Est. 
La plupart des membres du comité exécutif du parti d'après-guerre deviennent membres de son comité central à la suite de la création de la République démocratique allemande, mais pas Maria Rentmeister.
À l'automne 1948, lors d'une réunion de l'exécutif du parti, il lui revient de transmettre un message important à ses camarades du parti, y compris aux futurs dirigeants de la RDA, au sujet du sentiment de désolation qui règne parmi la population. Plus alarmant encore, les ouvriers manifestent une attitude fortement anti-soviétique. Peu de gens le perçoivent, mais cela préfigure le soulèvement de 1953. 
En mars 1948, elle est élue députée à l'assemblée chargée de rédiger une nouvelle constitution (sur la base d'un document qui lui a déjà été fourni). Elle reste ensuite parlementaire, devenant membre de la Chambre du peuple, mais qu'elle quitte bientôt. 
En 1947, Maria Rentmeister est l'une des fondatrices de la Ligue des femmes démocrates  (Demokratischer Frauenbund Deutschlands / DFD) et membre de son exécutif national. Entre 1947 et 1949, elle en est la secrétaire générale. La DFD est l'une des cinq organisations de masse de la future RDA. Outre les partis officiellement autorisés, les organisations de masse reçoivent du parti au pouvoir leurs propres quotas de sièges fixes à la Chambre du peuple. 
En 1949, elle commence à travailler au sein du département culturel du ministère de l'Éducation. Jusqu'en 1954, elle est chargée de développer les relations culturelles est-allemandes avec les pays étrangers. Entre 1951 et 1954, elle assume également la vice-présidence de la Commission nationale des objets culturels. Entre 1954 et 1958, elle est cheffe par intérim du département national des arts au sein du ministère de la Culture. Entre 1958 et 1960, elle dirige les activités de presse et de publicité de Progress Film, le distributeur de films monopolistique du pays. En 1960, officiellement pour des raisons de santé, elle met fin à sa carrière professionnelle. 
Après 1960, elle travaille comme bénévole pour l'Institut marxisme-léniniste du comité central du Parti. Elle s'implique également dans la Commission pour l'histoire du mouvement ouvrier local, créée par l'équipe dirigeante du parti socialiste berlinois (SED-Bezirksleitung Berlin). 
Elle meurt en 1996.

## Vie privée
Maria Rentmeister épouse en premières noces le communiste Wilhelm Bettinger et, en deuxième noces, Fritz Rettmann (de) (1902-1981). Tous deux sont activement engagés dans la résistance antinazie après 1933 et ont été incarcérés pendant la guerre.